# Unión Fenosa

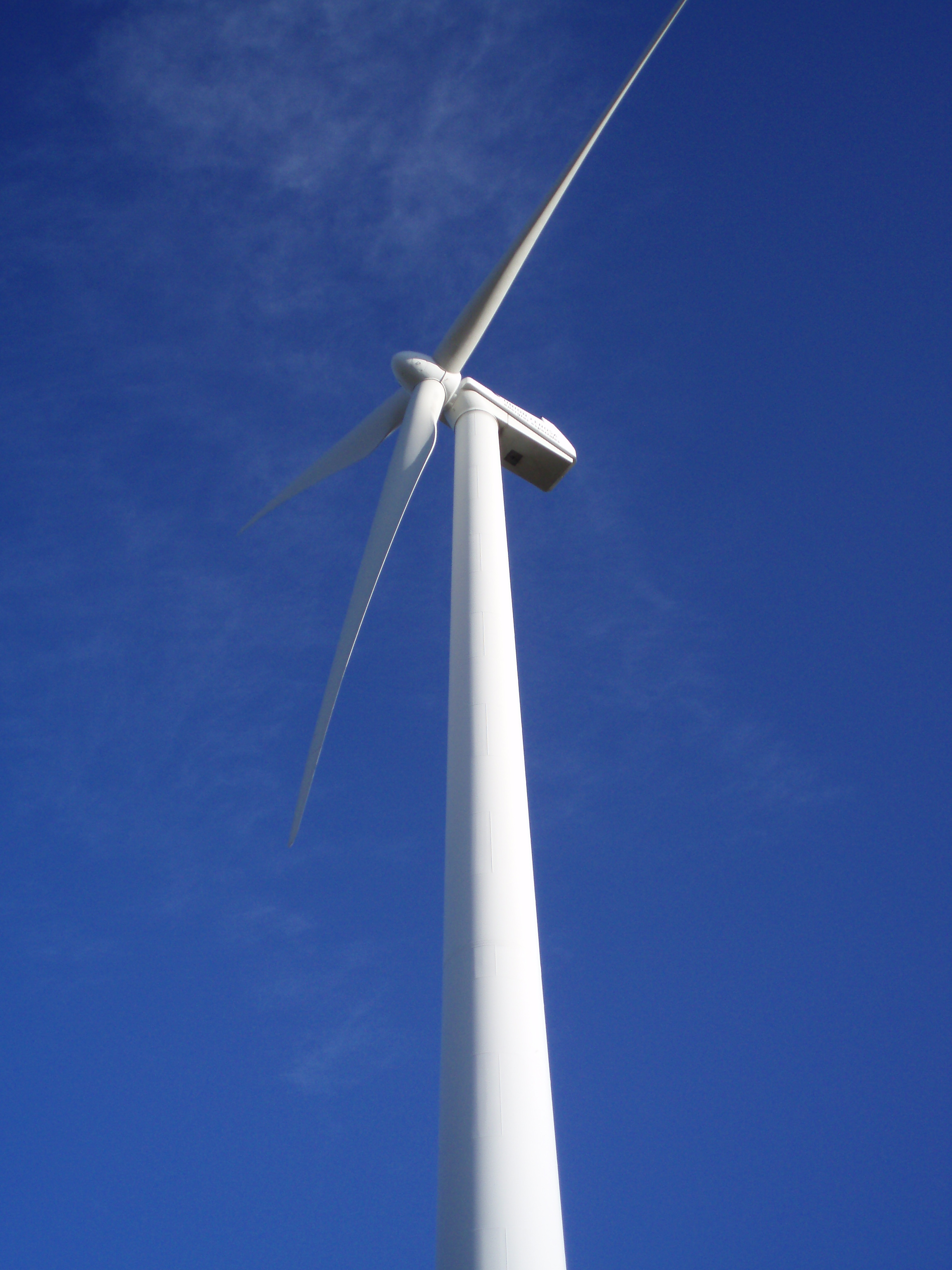
Aerogenerador d'Unión Fenosa situat a la província de Lleó.

Unión Fenosa era una empresa elèctrica espanyola, present en molts sectors del mercat però principalment el de la producció i de la distribució l'electricitat. Va ser adquirida en 2009 per l'empresa catalana de gas Gas Natural integrant-se en Gas Natural Fenosa.
El grup fou creat el 23 de novembre de 1982 després de la fusió d'Unión Eléctrica creada el 1912 amb el nom d'Unión Eléctrica Madrileña, i Fuerzas Eléctricas del Noroeste SA (FENOSA), creada el 1943 a Galícia. El grup era present a 14 països.